# Dicoma kurumanii
Dicoma kurumanii là một loài thực vật có hoa trong họ Cúc. Loài này được S.Ortiz & Netnou mô tả khoa học đầu tiên năm 2005.